# Martynas Andriuškevičius
Martynas Andriuškevičius (Kaunas, 12 de março de 1986) é um basquetebolista profissional lituano, atualmente joga no Meridiano Alicante.